# Halfway Gone
"Halfway Gone"은 미국의 얼터너티브 록 밴드 라이프하우스 (Lifehouse)의 다섯번째 정규 앨범 Smoke & Mirrors의 첫번째 타이틀 앨범이다. 곡은 앨범 발매 이전인 2009년 10월 26일에 미국과 캐나다에서 디지털 다운로드 음원으로 발매되었다. 2010년 4월 6일 iTunes를 통해 리믹스 버전이 공개되었다. 곡은 상업적으로 성공을 거두어 캐나다, 미국, 호주, 오스트리아, 벨기에, 독일, 네덜란드, 뉴질랜드에서 상위 차트에 랭크되었다. 라이프하우스는 여러 특별 행사 및 공연에서 이 곡을 라이브로 공연하였다.

## 배경
곡은 미국의 라이프하우스의 리드 보컬 제이슨 웨이드 (Jason Wade)와 싱어송라이터 케빈 루돌프 (Kevin Rudolf)가 공동 작곡하였다. 빌보드 매거진과의 인터뷰에서 루돌프는 "전 주저하지 않고 "Halfway Gone" 작업에 동참하기로 했죠. 왜냐하면 제이슨 웨이드는 정말 뛰어난 작곡가이고 뛰어난 가수이자 뛰어난 아티스트니까요."라고 말했다. 곡의 프로듀싱은 라이프하우스와 프로듀서 주드 콜 (Jude Cole)이 담당하였으며 미국 버지니아주 버지니아비치에서 작업하였다. "Halfway Gone"은 미국과 캐나다에 2009년 10월 26일에 디지털 다운로드 형태로 공개되었다.

## 작곡과 비평
"Halfway Gone"에 대하 Contactmusic.com의 Alex Lai는 "하루 일상을 밝게 만들어 줄 수 있는 펀 록-팝 곡이다."라고 묘사했다.Jesus Freak Hideout의 Nathaniel Schexnayder은 이 곡을 "앨범을 대변하는 대표곡일 뿐만 아니라 사람들이 좋아하는 히트곡"이라는 의미에서 "효과적 록 송 (effective rock song)"이라고 지칭했다. 빌보드 메거진의 Michael Menachem은 "이 곡은 업템포된 페이스에 춤이 절로 추어지는 리듬과 제이슨 웨이드의 보컬이 조합을 이루어 폭발적인 에너지를 발산한다."라며 곡을 긍정적으로 평가하였다. 그는 또한 캐빈 루돌프와 제이슨 웨이드의 작업이 라이프하우스의 음악의 지평을 넓혀 주었다고 평하며 어덜트 컨템포러리 차트와 빌보드 핫 100차트에서 좋은 성적을 거둘 것으로 예상하였다.

## 차트 성적
"Halfway Gone"은 빌보드 핫 100 차트에 99위로 데뷔하였다. 곡은 몇 달동안 차트 순위를 오르락내리락하였으며 최고 50위를 기록하였다. 곡은 캐나디안 핫 100 차트에 78위로 데뷔하였다. 곡은 차트에 13주간 이름을 올렸으며 최고 67위를 기록하였다. 곡은 빌보드 팝 송 부분 차트에서는 25위를 기록하며 데뷔하였다. 빌보드 "핫 댄스 클럽 송 (Hot Dance Club Songs)" 차트에서는 43위로 데뷔하였으며 11주 연속으로 차트에 이름을 올리며 최고 16위를 기록하였다. 빌보드 "핫 에어플레이 -라디오 송 (Hot 100 Airplay -Radio Songs)]] 차트에 67위로 데뷔하였으며 최고 47위를 기록하였다. 어덜트 컨템포러리 차트에서는 17주에 걸쳐 차트에 이름을 올렸으며 최고 12위를 기록하였다. 곡은 또한 빌보드 "핫 디지털 송 (Hot Digital Songs)" 차트에 최고 56위를 기록하였다.
곡은 세계시장에서도 성공을 거두었다. 곡은 벨기에의 울트라톱 차트에 2010년 3월 20일 27위를 기록하였고 7주 연속으로 차트에 이름을 올리는 동안 최고 2위의 기록을 달성하였다. 독일에서는 미디어 컨트롤 차트에 35위를 기록하였다. 호주에서는 ARIA 차트에 47위로 데뷔하여 8주동안 차트의 이름을 올리며 최고 30위를 기록하였다. 오스트리아에서는 Ö3 오스트리아 탑 40 차트 63위로 데뷔하여 최고 40위를 기록하였다. 뉴질랜드에서는 뉴질랜드 싱글즈 차트에서 34위를 기록하였다.

## 라이브 공연
라이프하우스는 2010년 1월 19일 The Tonight Show with Conan O'Brien에서 처음으로 "Halfway Gone" 라이브 공연을 선보였다. 또한 2010년 3월 2일에는 Live with Regis and Kelly에서, 이틀 후인 3월 4일에는 The Tonight Show with Jay Leno에서 라이브 공연을 선보였다.

## 뮤직비디오
프랭크 보린 (Frank Borin)이 감독한 뮤직비디오는 라이프하우스의 공식 웹페이지를 통해 2009년 11월 24일에 공개되었다. 그리고 다음날 iTunes를 통해서도 공개되었다. 뮤직비디오에서는 모든 라이프하우스 멤버와 조연배우들이 등장하여 노래를 나누어 부른다. 조연배우 중에는 로라 블랑 (Lola Blanc) 같은 여배우 있다.
뮤직비디오는 미국 캘리포니아주 로스앤젤레스의 발보아 호수에 위치한 Anthony C. Beilenson Park에서 촬영되었다.

## 리믹스
2010년 4월 6일 "Halfway Gone"의 리믹스 버전들이 Halfway Gone Remixes라는 이름으로 iTunes를 통해 공개되었다. 리믹스는 "Morgan Page Remix", "Jody Den Broeder Club Remix", "Fred Falke Remix"로 총 3가지이다. 리믹스 버전들은 프로그레시브 트랜스 프로듀서인 모건 페이지 (Morgan Page)와 조디 댄 브뤠더 (Jody Den Broeder)와 하우스 음악 프로듀서 프레드 팔크 (Fred Falke)가 작업하였다.
| #  | 제목                                           | 재생 시간 |
| -- | ---------------------------------------------- | --------- |
| 1. | 〈Halfway Gone (Morgan Page Remix)〉           | 7:23      |
| 2. | 〈Halfway Gone (Jody Den Broeder Club Remix)〉 | 7:31      |
| 3. | 〈Halfway Gone (Fred Falke Remix)〉            | 7:25      |

## 참고사항
1. ↑  Erlewine, Stephen. [(영어) https://www.allmusic.com/album/r1683001 “allmusic ((( Smoke & Mirrors > Overview )))”] |url= 값 확인 필요 (도움말). Rovi Corporation. 2010년 7월 26일에 확인함.
2. ↑  “Kevin Rudolf Mellows Out Lifehouse - Mashup Mondays”. 《Billboard》. Nielsen Business Media. 2010년 7월 26일에 확인함.
3. ↑  《Smoke & Mirrors》 (iTunes Store Deluxe Version LP). Lifehouse. Geffen Records. 2010.
4. ↑  “Lifehouse: Single : Halfway Gone (single)”. Geffen Records. 2011년 9월 21일에 원본 문서에서 보존된 문서. 2010년 7월 26일에 확인함.
5. ↑  Lai, Alex. “Lifehouse - Halfway Gone Single Review”. Contactmusic.com. 2010년 7월 26일에 확인함.
6. ↑  Schexnayder, Nathaniel. “Jesusfreakhideout.com: Lifehouse, "Smoke & Mirrors: Deluxe Edition" Review”. Jesus Freak Hideout. 2010년 7월 25일에 확인함.
7. ↑  Menachem, Michael. “Lifehouse, "Halfway Gone"”. 《Billboard》. Nielsen Business Media. 2010년 7월 25일에 확인함.
8. ↑  “Smoke & Mirrors - Lifehouse”. 《Billboard》. Nielsen Business Media. 2010년 7월 27일에 확인함.
9. ↑  “Lifehouse Album & Song Chart History”. 《Billboard》. Nielsen Business Media. 2010년 7월 26일에 확인함.
10. ↑  “Halfway Gone - Lifehouse”. 《Billboard》. Nielsen Business Media. 2010년 7월 27일에 확인함.
11. ↑  “Lifehouse Album & Song Chart History”. 《Billboard》. Nielsen Business Media. 2010년 7월 26일에 확인함.
12. ↑  “Halfway Gone - Lifehouse”. 《Billboard》. Nielsen Business Media, Inc. 2010년 8월 4일에 확인함.
13. ↑  “Lifehouse Album & Song Chart History - Dance/Club Play Songs”. 《Billboard》. Nielsen Business Media. 2010년 8월 4일에 확인함.
14. ↑  “Lifehouse Album & Song Chart History - Radio Songs”. 《Billboard》. Nielsen Business Media. 2010년 8월 5일에 확인함.
15. ↑  “Lifehouse Album & Song Chart History - Adult Contemporary”. 《Billboard》. Nielsen Business Media. 2010년 8월 5일에 확인함.
16. ↑  “Lifehouse Album & Song Chart History - Digital Songs”. 《Billboard》. Nielsen Business Media. 2010년 8월 4일에 확인함.
17. ↑  “ultratop.be - Lifehouse - Halfway Gone”. Ultratop & Hung Medien. 2010년 8월 4일에 확인함.
18. ↑  “Musicline.de - Chart Tracking - Lifehouse - Halfway Gone (2-Track)”. Phononet. 2012년 8월 4일에 원본 문서에서 보존된 문서. 2010년 8월 4일에 확인함.
19. ↑  “australian-charts.com - Lifehouse - Halfway Gone”. Hung Medien. 2010년 8월 4일에 확인함.
20. ↑  “Lifehouse - Halfway Gone - austriancharts.at”. Hung Medien. 2010년 8월 4일에 확인함.
21. ↑  “charts.org.nz - Lifehouse - Halfway Gone”. Hung Medien. 2010년 8월 5일에 확인함.
22. ↑  “Check Out Lifehouse Performing "Halfway Gone" on the Tonight Show with Conan O'Brien”. Geffen Records. 2011년 7월 13일에 원본 문서에서 보존된 문서. 2010년 7월 27일에 확인함.
23. ↑  “Don't Miss Lifehouse on Regis & Kelly and the Tonight Show w/ Jay Leno!!”. Geffen Records. 2011년 7월 13일에 원본 문서에서 보존된 문서. 2010년 7월 27일에 확인함.
24. ↑  “Watch The New Video Halfway Gone, From The Upcoming Album Smoke & Mirrors”. Geffen Records. 2011년 7월 13일에 원본 문서에서 보존된 문서. 2010년 7월 27일에 확인함.
25. ↑  “iTunes Store - Halfway Gone - Lifehouse”. Apple Inc. 2010년 7월 25일에 확인함.
26. ↑  “Behind the Scenes With Lifehouse”. TTT West Coast, Inc. 2010년 7월 27일에 확인함.
27. ↑  “Lifehouse - Halfway Gone (The Making Of)”. 《Geffen Records》 (YouTube). 2009년 12월 10일. 2012년 3월 16일에 확인함.
28. ↑  “Halfway Gone (Remixes) - EP by Lifehouse - Download Halfway Gone (Remixes) - EP on iTunes”. Apple Inc. 2010년 7월 25일에 확인함.
29. ↑  “Halfway Gone Remixes – Lifehouse”. MTV Networks. 2010년 7월 27일에 원본 문서에서 보존된 문서. 2010년 7월 27일에 확인함.
30. ↑  [(영어) https://www.allmusic.com/album/r1792836 “allmusic ((( Halfway Gone Remix > Overview )))”] |url= 값 확인 필요 (도움말). Allmusic. 2010년 7월 26일에 확인함.